# Голиков, Николай Иванович (футболист, 1950)
Никола́й Ива́нович Го́ликов (род. 20 марта 1950) — советский футболист, защитник.
Начинал играть в 1967 году в команде класса «Б» «Днепр» Черкассы. По ходу сезона-1971 перешёл в клуб первой лиги «Металлург» Запорожье. 1973 год отыграл в команде высшей лиги «Пахтакор» Ташкент. В 1976—1977 годах играл в высшей лиге за «Днепр» Днепропетровск, завершил карьеру в командах мастеров в 1978 году в «Днепре» Черкассы.